# جمال الدين ابن الحسام
إبراهيم بن أبي الغيث الحسام البخاري العامِلي المقلب بـجمال الدّين والمعروف بـجمال الدين ابن الحسام (؟- ق. 1340 م/ 740 هـ) فقيه جعفري وشاعر عربي شامي. ولد بمجدل سلم في صفد بالدولة الأيوبية. كان مرشدًا دينيًا هو ووالده قبله، أخذ عن ابن العود وابن مقبل الحمصي في بلاده، ثم رحل إلى العراق وأخذ عن ابن المطهر الحلي، وبعده رجع إلى بلاده وأسس فيها مدرسة للجعفرية. له قصائد متفرقة وردت في مصادر سيرته.

## سيرته
هو إبراهيم بن أبي الغيث الحسام العامِلي، جمال الدين البخاري العاملي، من أهل بلدة مجدل سلم. ولد فيها أثناء الحملة الصليبية الخامسة قبل 650 هـ/ 1252 م، وتلقى علومه الأولى فيها على والده، ثم في بلدة جزين وغيرها. فأخذ عن جمال الدين محمد بن يحيى بن مبارك بن مقبل الحمصي، وأبي القاسم بن الحسين بن العود. 

ثم رحل إلى العراق، وسكن الحلة، وأخذ عن ابن المطهر الحلي، وعاد إلى بلاده،‌ وسكن في قريته مجدل سلم، وأنشأ فيها مدرسة، فكانت من أولى المدارس التي فتحت في جبل عامل، وتقدمت على مدرسة الشهيد الأول. وكانت إلى جانب داره التي كان يستقبل بها الوفود. تردد إلى حلب وغيرها من بلاد الشام.

وفي سنة 716 هـ/ 1316 م تشيع محمد أولجايتو، وكان صاحب العراق وأذربيجان وخراسان، وغيّر الشعار الخطبة وأسقط ذكر الخلفاء الراشدون من الخطبة سوى علي بن أبي طالب، فأنشد جمال الدين إبراهيم قصيدة يمدحه، ومطلعها : «أهدي إلى ملك الملوك دُعاني/ وأخصُّه بمدائحي وثنائي.»

وفي سنة 722 هـ زاره المؤرخ صلاح الدين الصفدي وجرى بينهما حوار في العقائد، وترجم له الصفدي في كتابه وقال « رأيته أنا في قريته في سنة اثنتين وعشرين وسبع مئة، ودار بيني وبينه بحثّ في الرؤية وعدمها. وطال الوقوف على جبلها، والطواف بحرمها، وهو في ناحية الاعتزال واقف، وأنا عن السنة مجادل أثاقف، وهو للحنظل ناقف، وأنا للعسل مشتارٌ ولاقف. وطال النزاع وامتد، واحتدم كل منا الوغى واحتد. وكان شكلاً حسناً، وذا منطق لسناً، قد أدمن مباحث المعتزلة والشيعة. وجعل التأويل له في حلة البحث وشيعة، وكان يزور الشيخ تقي الدين بن تيمية، ويحمله في مباحثه على ما عنده من الحمية، ويطير بينهما شررُ تلك النيران، وتمل من وخدهما في قفار الجدل الأزمة والكيران، ولم يزل في تلك الناحية قائماً بنصرة مذاهب الشيعة والاعتزال، دائماً على جذب من يستضعفه من أهل السنة بالاقتطاع والاختزال، إلى أن سكت فما نبس، وبطل من حركاته واحتبس.»
توفي جمال الدين بن الحسام بعد سنة 736 هـ/ 1335 م كما قال ابن فضل الله العمري.

## شعره
ومن شعره:
ومنه:

## وصلات خارجية
- في بوابة الشعراء